# Kim Myeong-in
Kim MyungIn (Uljin, Gyeongsang del Norte, 2 de septiembre de 1946) es un poeta coreano.

## Biografía
Kim Myeong-in nació el 2 de septiembre de 1946 en Uljin, provincia de Gyeongsang del Norte. Se graduó de la escuela secundaria Hupo y estudió literatura coreana en la Universidad de Corea. Se doctoró en la misma universidad en 1985. Actualmente es profesor de literatura coreana en la Universidad Kyonggi. Ha sido profesor invitado por la Universidad Brigham Young de Estados Unidos y la Universidad Federal del Extremo Oriente. Junto con Lee Jongok y Kim Myeongsu, Kim Myeong-in es miembro del grupo literario Anti-poesía.
Debutó en 1973 con el poema "Celebración por la partida del barco", que ganó un concurso literario patrocinado por el periódico JoongAng Ilbo. En su obra la memoria es como una enfermedad que limita la posibilidad de moverse con libertad. Al mismo tiempo que la memoria está comprometida con el pasado, posee el poder de atormentar al que vive en el presente. Pero como solamente enfrentándose con ella se puede uno liberar, esta memoria de un pasado con heridas no se puede esconder ni olvidar. La memoria en su poesía se centra en dos oscuras imágenes: su padre y la guerra de Corea. Nacido en 1946, su infancia se vio entrelazada irremediablemente con la guerra. Esta imagen de una infancia destruida por la guerra surge en el poema Kentucky House 1. Como se puede ver en el poema Padre en la lluvia, la memoria de no haber podido recibir protección en la situación crítica de la guerra apunta al rechazo de algo absoluto, simbolizado aquí como su padre. Al revivir memorias de sufrimiento infantil, el poeta pretende liberarse de experiencias pasadas que nublan su vida en el presente. La memoria le permite al poeta descubrir al otro dentro de sí; y este otro, a su vez, le abre nuevas posibilidades para sí. En su poesía la confrontación con el pasado busca expandir el campo de emociones para abrir la posibilidad en una experiencia genuina. Siguió escribiendo poemas inspirados directamente en el sufrimiento de los huérfanos y los más desfavorecidos de la sociedad, pero después cambió hacia temas más relacionados con la naturaleza y que reflejaban más directamente su propio mundo interior.

## Premios
- Premio Kim Daljin de literatura
- Premio Kim Sowol de literatura

## Obras en coreano (lista parcial)
- Dongducheon / Dongducheon (1979)
- Swanee, ese lugar muy lejano / Meonameon Got Seuwani (1988)
- Jugando con un perrito azul / Pureun Gang-a-ji Nolda (1994)
- Un funeral en el mar / Badaga-ui Jangrye (2002)